# 西山经
《西山经》，为《山海經》山部的第二部，其中描述書中西山部的各種山脈、流水、鳥獸、礦物與神祇。
此卷包括《西山首經》、《西山二經》、《西山三經》、《西山四經》，分别讲述华山山系、钤山山系、崇吾山系、陰山山系等，一共七十七座山，七千五百一十七里。此外，作為一部充滿神話色彩的地理和禮儀古籍，此卷中描述的一些神祇包括西王母、英招、帝江等，都深深地影響到此後數千年的東亞文化圈中國家的禮儀和文化。

## 首經
首經总计西方第一列华山山系，从东侧的钱来山到西侧的騩山，共十九座山，行程二千九百五十七里。华山神的祭祀，要用猪牛羊齐备的太牢之礼。羭山是神灵显应的地方，祭祀它的时候要点燃烛，在祭礼之前先要斋戒一百天，用一百头毛色纯正的牲口、一百块瑜玉，先祭后埋，烫上一百樽美酒洒到地上，还要用一百块珪和一百块璧环绕着挂在山神的脖子上。祭祀其馀十七座山，都是用一整只毛色纯正的羊。烛用百草扎成的未曾点燃过的火把；祭神时，用来陈列祭品的席子须用白茅编成。

### 錢來山
西方第一列山系，为华山山系。东头第一座山为钱来山。山上多生松树，山下多产洗石。山里有一种兽，样子像羊，尾巴似马，名叫羬羊，它的油脂可以治疗皮肤皴裂。

### 松果山
从钱来山向西四十五里，是松果山。濩水发源于松果山，向北流注入渭河。濩水一带，富含铜矿。山上有一种鸟，名叫䳋渠，样子像锦鸡，黑色羽毛、红色爪子，吃了它可以治疗严重的皮肤皴裂皱起。

### 太華山
从松果山向西六十里，是太华山。山峰耸立，如刀削斧劈，呈四方形，高五千仞，长宽十里，鸟兽都无法攀登。山上有一种蛇，名叫肥𧔥，六条腿，四只翅膀。它一出现，天下就会大旱。

### 小華山
从太华山向西八十里，是少华山。山上多生牡荆和枸杞，多产㸲牛。山北多出磬石，山南多产㻬琈玉。山里多赤鷩鸟，这种鸟能报火警，养了它可以防御火灾。山上有萆荔草，样子像乌韭，生长在潮湿的石头上，也可以攀附在潮湿的树干上生长，吃了它可以治疗心痛病。

### 符禺山
从少华山向西八十里，是符禺山。山南多产铜，山北多产铁。山上有一种树，名叫文茎，果实像枣，吃了它可以治疗耳聋。山里多生条草，样子像葵菜，开红花，结黄果，果实的形状像婴儿的舌头，吃了它可以使人不迷惑。符禺水发源于符禺山，向北流注入渭河。山上多蔥聾兽，样子像羊，脖子上有红色的鬃毛。山上有种鸟叫鴖，样子像翠鸟，嘴是红色，这种鸟能报火警，养了它可以防御火灾。

### 石脃山
从符禺山向西六十里，是石脃山。山上多生棕树和楠树，多产條草，草的样子像韭菜，开白花，结黑色果实，吃了它可以治疗疥疮。山南多出㻬琈玉，山北多产铜。灌水发源于石脃山，向北流注入禺水。灌水之中有流赭，把它涂抹在牛马的身上，可以杀死寄生虫，牛马就会壮实无病。

### 英山
从石脃山向西七十里，是英山。山上多生杻树和橿树。山北多产铁，山南多产铜。禺水发源于英山，向北流注入招水。禺水之中，多产䰷魚，样子像鳖，叫声似羊。山南多生箭竹和䉋竹，多产㸲牛与羬羊。山里有一种鸟，样子像鹌鹑，黄色的羽毛，红色嘴巴，名叫肥遺鳥，吃了它可以治疗麻风病，还可以杀虫。

### 竹山
从英山向西五十二里，是竹山。山上多生乔木，山北多产铁。山上有一种草，名叫黃雚，形如臭椿，叶子似麻，开白花，结红子，子熟透了就变成紫红色，用它来泡水洗澡可以治疗疥疮，还可以治疗浮肿。竹水发源于竹山的北坡，向北流注入渭河。竹水西岸，多生细竹，多产苍玉。丹水发源于竹山的南坡，向东南流注入洛水。丹水之中，多出水晶，多产娃娃鱼。竹山之中，有一种兽，形如小猪，一身白毛，其毛粗大尖锐如簪子，中空，尖端黑色，名叫毫彘（豪猪）。

### 浮山
从竹山向西一百二十里，为浮山。山上多生盼木，叶子像枳树叶，但叶子的边缘无刺，树干和树枝里面，常有木蟲。山上有一种草，名叫薰草，叶子像麻，茎干方形，开红花，结黑果实，气味像蘼蕪，佩带着它可以治疗麻风病。

### 羭次山
从浮山向西七十里，是羭次山。山上有漆水发源于此，向北流入渭水。山上有茂密的棫树和橿树，山下有茂密的小竹丛，山北有丰富的赤铜，而山南有婴垣玉。山中有一种野兽，形状像猿猴而双臂很长，擅长投掷，名称为嚻。山中还有一种禽鸟，形状像一般的猫头鹰，长着人一样的面孔而只有一只脚，叫做橐𩇯。常常是冬天出现而夏天蛰伏，把它的羽毛插在身上就使人不怕打雷。

### 时山
从羭次山向西一百五十里，是时山。山上草木稀疏。逐水发源于时山，向北流注入渭河。逐水之中，多产水晶。

### 南山
从时山向西一百七十里，是南山。山上多产丹砂。丹水发源于南山，向北流注入渭河。山里多产猛豹和鳲鳩。

### 大时山
从南山向西一百八十里，是大时山。山上多生构树和柞树，山下多产杻树和橿树。山北多产银，山南多产白玉。涔水发源于大时山的北坡，向北流注入渭河。清水发源于大时山的南坡，向南流注入汉水。

### 嶓冢山
从大时山向西三百二十里，是嶓冢山。汉水发源于嶓冢山，向东南流注入沔水。嚻水也发源于嶓冢山，向北流注入汤水。山上多生桃枝、鉤端等丛生的小竹子。山里的野兽多是犀牛、兕、黑熊和棕熊，飞鸟多是白翰和赤鷩。山上有一种草，叶如蕙兰，根似桔梗，开黑花，不结果实，名叫蓇蓉，吃了它会使人不生育。

### 天帝山
从嶓冢山向西三百五十里，是天帝山。山上多生棕树和楠树，山下多产菅草和蕙兰。山上有一种兽，样子像狗，名叫谿邊，用它的皮当坐垫，人就会头脑清醒不会心志惑乱。还有一种鸟，样子像鹌鹑，黑色花纹、红色颈毛，名叫櫟，吃了它可以治疗痔疮。有一种草，样子像葵菜，气味如蘼蕪，名叫杜衡，可以用它使马跑得快。人吃了杜衡可以治疗脖子上的赘瘤。

### 臯涂山
从天帝山向西南三百八十里，为皋涂山。蔷水发源于臯涂山，向西流注入诸资水。涂水发源于臯涂山，向南流注入集获水。山南侧多产丹砂，山北侧多产白银和黄金。山上多生桂树；山上有一种白色石，名为礜，可用它毒鼠。山里有一种草，样子像槀茇，叶子如葵菜，背面红，名叫無條，也可以用来毒鼠。山上有种兽，样子像鹿，白色尾巴，后足似马蹄，前足分杈略如人手，头上有四只角，名叫𤣎如。山上有一种鸟，样子像猫头鹰，爪子却像人脚，名叫數斯，吃了它可以治疗脖子上的赘瘤。

### 黄山
从皋涂山向西一百八十里，是黄山。山上草木稀疏，而多生细竹。盼水发源于黄山，向西流注入赤水。盼水之中，多产玉石。山上有一种兽，样子像牛，黑毛大眼，名叫𤛎。山上有一种鸟，样子像猫头鹰，羽毛翠绿，嘴巴通红，舌头似人舌，会说话，名叫鹦鹉。

### 翠山
从黄山向西二百里，是翠山。山上多生棕树和楠树，山下多产细竹。山南多产黄金和玉石，山北多产牦牛、羚羊和香獐。山上多鸓鸟，样子像喜鹊，红黑羽毛，两个脑袋，四只爪子，养着可以防御火灾。

### 騩山
从翠山向西二百五十里，是騩山。它坐落在西海东岸。山上草木稀少，多产玉石。淒水发源于騩山，向西流注入西海。淒水之中，多产彩色石、黄金和丹砂。

## 西山二經
纵观西山第二列山系，从钤山到莱山，绵延四千一百四十里。其中有十座山的山神都长着人面马身。另外七座山的山神，都长着人面牛身，这七个山神都长着四只腿，只有一只臂膀，行走时拄着拐杖，称飞兽之神。祭祀他们时，供品用猪和羊，摆设供品用的垫席，须用白茅草制成。祭这十个山神时，须用一只公鸡，祷告时不用精米，毛物的颜色为杂色。

### 钤山
《西次二经》所记载的西部第二列山脉的第一座山叫钤山。山上蕴藏有丰富的铜矿，山下有很多玉石，并长满杻树和橿树。

### 泰冒山
再往西二百里有座山，名叫泰冒山。山南蕴藏有丰富的金矿，山北蕴藏有丰富的铁矿。浴水发源于这座山，它向东流入黄河。浴水中有很多藻玉，还有很多白蛇。

### 数历山
再往西一百七十里有座山，名为数历山，山上蕴藏着丰富的黄金，山下蕴藏有丰富的银矿。山上的树主要是杻树和檀树，鸟类主要是鹦鹉。楚水就源于此处，向南流入渭水。楚水中有很多白珠。

### 高山
再往西一百五十里有座山，名叫高山。山上有丰富的银矿，山下有很多青玉和雄黄。生长的树主要是棕树，草丛中长满萹竹。泾水源于此处，向东流入渭河。泾水中有很多磬石和青玉。

### 女牀山
高山向西南三百里是女牀山，山的南面有很多赤铜，北面有很多石墨。山中的兽多为虎、豹、犀牛。山中有一种鸟，它的形状像长尾野鸡，身上有五彩斑纹，名叫鸞鳥，它的出现预示着天下太平安宁。

### 龙首山
女牀山再往西二百里有座山，叫龙首山。山的南坡蕴藏有很多黄金，北坡有丰富的铁矿。苕水源于此山，向东南流入泾水。水中有很多美玉。

### 鹿臺山
龙首山往西二百里有座山叫鹿臺山。山上有白玉，山下有丰富银矿。山中野兽多为㸲牛、羬羊、白豪。山中有一种鸟，它的形状像雄鸡但有人的面孔，名为鳧徯，其鸣叫的时候，预兆会有战争。

### 鳥危山
鹿臺山向西南二百里，有一座山叫鳥危山，其山南侧多有磬石，山的北侧为檀树和楮树，其中多为矮灌木。鳥危水由此流入赤水，水中多有细丹砂。

### 小次山
龙首山再往西四百里，有座山叫小次山。山上有很多白玉，山下蕴藏丰富的赤铜。这里有一种野兽，身形像猿，白头红脚，名叫朱厭。这种野兽一出现，天下就会发生大战争。

### 大次山
小次山再向西三百里是大次山，山南侧长有很多可用于涂饰的有色土，北侧有青绿色的玉石，山中的兽多为牛和羚羊。

### 薰吴山
大次山再向西四百里是薰吴山，山中不长草木，有很多金和玉。

### 厎陽山
薰吴山向西四百里，有一座厎陽山，其木多㮨、枏、豫章，其獸多为犀牛、兕、虎、犳、㸲牛。

### 眾獸山
厎陽山向西二百五十里，有一座山为眾獸山，山上多有精美㻬琈玉石，山下多为檀香树和楮树，蕴含黄金矿，禽兽多为犀牛、兕。

### 皇人山
眾獸山再往西五百里，有座皇人山。山上蕴藏有丰富的金矿和玉石，山下有很多青色的雄黄石。皇水源自此山，再向西流入赤水。皇水中有很多细丹砂
。

### 中皇山
皇人山再往西三百里有座山，名叫中皇山。山上有很多黄金，山下长满蕙草和棠树。

### 西皇之山
西皇山位于中皇山的西侧三百五十里，山南侧多有黄金矿，山北侧多为铁矿，山中野兽多为麋鹿、鹿、㸲牛。

### 莱山
西皇山再往西三百五十里，有座莱山。山上生长的树主要是檀香树和楮树。山上还有很多羅羅鸟。这种鸟还会吃人。

## 三經
西山第三列山脉，从崇吾山至翼望山，绵延六千七百四十四里。山神身形都似羊，但都长着人面。祭祀这些山神时，将一块吉玉埋在地下，用粟米作为祭祀。

### 崇吾山
西山三经山系的首山，名叫崇吾山。此山位于黄河南岸，向北可以远眺冢遂山，朝南可以远眺䍃之澤，朝西可远眺帝之搏、獸之丘，朝东可以眺往䗡淵。山上生长有一种树木，叶圆，花萼为白色，花朵为红色，木纹为黑色，果实如枳。人吃了这种果实，有利于繁衍子孙。这座山上有一种野兽，身形似禺，但臂膀上有花纹，尾巴似豹尾，擅长投掷，名叫舉父。山上有一种鸟，形状似鳧，长有一只翅膀和一只眼睛。这种鸟因只有一只翅膀而无法独自飞翔，必定结对比翼齐飞。这种鸟叫蠻蠻（比翼鸟），只要它出现，天下便要洪水泛滥。

### 长沙山
崇吾山西北三百里有座山，名叫长沙山。泚水源自此山，向北流入泑水。山上不生寸草，地下有丰富的青色雄黄石。

### 不周山
长沙山西北三百七十里，有座山为不周山。山上可以向北望諸山，臨彼嶽崇山，東望泑澤，黄河水暗流度过此山，其水浑浊鼓泡。山上有嘉果，其果实如桃，其叶如枣，果实为黄色、花萼为红色，吃了后会消除劳累。

### 峚山
不周山西北四百二十里，有座山为峚山。山上多有丹木，圆叶红茎，开黄色花朵，结红色果实，味道甘甜，吃了它就不会感觉到饥饿。丹水从这里发源，向西流入稷泽，水中有白色玉石。此处玉膏涌出，原野上沸沸腾腾，黄帝常服食这种玉膏，它还会生成一类黑色玉石。用这玉膏去浇灌丹木，后者再经五年生长，便会开出五色花朵，结出五味果。黄帝采撷銮山中玉石精气，将它种在钟山南侧，便可生成瑾、瑜这类美玉，其质坚硬精密、温润光泽。玉上五色光彩有刚柔和谐效果。天地鬼神都爱服食享用；君子佩戴，能抵御不祥之气。从峑山到钟山，四百六十里，两山中间全为沼泽。在沼泽里生长着许多奇鸟、怪兽、神鱼，均为异兽。

### 鍾山
峚山西北四百二十里，有鍾山。钟山之子名为鼓神，它为人面龙身，曾与欽䲹在昆仑山的南面联手截杀天神葆江，天帝震怒，将他们诛杀于钟山东面的𡺯崖。欽䲹化为一只大鶚，形状如同雕鹰，但生有黑色斑纹和白色头部、红嘴虎爪，声音如同晨鵠鸣叫，它的出现预示着当地会出现战争；鼓神化为鵕鳥，形状像鴟，长着红脚和直嘴，身有黄色斑纹和白色头部，其音如同鵠鸣，它的出现预示着当地发生旱灾。

### 泰器山
鍾山往西一百八十里有座山，名叫泰器山。观水发源于这座山，向西流入流沙。观水中有很多文鰩魚。这种鱼形似鲤鱼，身形是鱼，但长着一对鸟翅，身上有黑色花纹，头是白色的，嘴为红色，常从西海游向东海，夜里常跃出水面在空中滑翔。这种鸟还发出如鸾鸡一样的鸣叫声。这种鱼的肉味酸中带甜，吃了可以医治疯病。这种鱼的出现预示着天下将要丰收。

### 槐江山
泰器山往西三百二十里有座山，名叫槐江山。丘时水发源于此，向北流入水。丘时水中有很多蠃母。槐江山上有很多青色的雄黄石，还有很多质地优等的琅玕石、黄金和玉石。山的南坡有很多细丹砂，山北坡有黄金和银矿。这里就是黄帝的玄圃，由一位名叫英招的神看管。英招神身形似马，脸是人面，周身都是虎斑，还长着一对鸟的翅膀。英招神经常邀游四海，鸣叫声像榴一样。站在槐江山巅，往南可远眺昆仑山，光芒万丈、仙气缭绕；往西可远眺大泽，那里是后稷葬身之所；大泽中有很多玉石，北边有很多榣树和若树，它们相互缠绕在一起；往北可以眺望諸毗，槐鬼离仑就住在这座山上，是鷹鸇的住所；往东远眺恒山，可明显看见恒山有四重，有穷鬼就住在这座山上，他们分别住在不同的山洼中。槐江山上还有一个湖，名叫瑶池，湖水清澈荡漾。有天神在这里守护，它身形似牛，但长着八条腿、两个脑袋和马的尾巴。它的吼声像勃皇。它的出现预示着当地将有刀光之灾了。

### 昆仑山
槐江山往西南四百里，有座山叫昆仑山，这里实际上是天帝在下界的都邑，由天神陆吾掌管。陆吾身形像虎，长着九条尾巴，人面孔虎爪。陆吾主管天界九域以及昆仑山苑圃的时节。昆仑山有一种野兽，形状像羊，但长有四角，名叫土螻，会吃人。有一种鸟，身形像蜂，大小和鸳鸯相似，名欽原，无论是鸟兽还是树木，它螫了都会死去。还有一种鸟，名字叫鶉鳥，天帝的服饰由它主管。山上有一种树，形状像海棠树，开黄色花，结红色果实，味道如李子，但无果核，名为沙棠，可以用来防御水，吃了这种果实，可以使人不被淹死。山中有一种草，名叫薲草，形状像葵菜，味道像葱，吃了它可以使人消除疲劳。黄河水从昆仑山发源，然后向南流，再向东流入無達。赤水也从昆仑山发源，然后向东南流入汜天水。洋水从昆仑山发源，然后向西南流入醜塗水。黑水也从昆仑山发源，然后向西流入大杼。昆仑山上还有许多珍禽和野兽。

### 樂遊山
昆仑山向西三百七十里，有一座樂遊山。桃水源自此山，向西流注于稷澤，水中多产白玉，其中多有䱻魚，其狀像蛇一样，但是有四足，会吃魚。

### 羸母山
樂遊山往西由西水行四百里抵达流沙，再走二百里抵达羸母山。天神長乘管理这座山，它是由上天的九德之气而生。長乘的身形像人但有犳尾。山上有很多玉石，山下有很多青石，但无水流。

### 玉山
羸母山向西三百五十里，有一座玉山，是西王母的居所。西王母形状如人，但有豹尾虎齿，喜欢咆哮，蓬髪戴勝，负责掌管灾疫和刑罚。山上有一种野兽，其形状如同狗但是有豹子斑纹，其角如牛，名字叫狡，声音如同狗吠，它的出现预示着国家大丰收。有一种鸟，其形状如翟，但身为红色，名为胜遇，会吃鱼，其声音如同鹿鸣，它的出现预示着国家发大水。

### 轩辕丘
玉山再往西四百八十里有座山，名叫轩辕丘。山丘没有寸草。洵水向南流入黑水。水中有很多丹砂和青色的雄黄石。

### 积石山
轩辕丘再往西三百里有座积石山。山下有个石门，河水从这个石门里冒出后就向西流去。山上物产丰富。

### 长留山
积石山再向西二百里有座长留山。白帝少昊就住在这座山上。山上的野兽都长有五色尾巴，鸟有五色头。这里还有花纹玉石。这座山实际上就是員神磈氏的宫殿。这个员神是主管日落时向东方反照晚霞之事的神。

### 章莪山
长留山再向西二百八十里，是章莪山。山中不长草木，有很多青绿色的玉石。山上的东西多为怪异。山中有一种兽，形状像红色之豹，长着五条尾巴、一只角，叫声像敲击石，它的名字叫猙。山中有一种鸟，形状像鹤，白嘴，只有一只脚，青色羽毛上有红色斑纹，名叫畢方，其鸣声就如同呼唤自己的名字。它出现的地方预示着野外大火。

### 阴山
章莪山再往西三百里有座阴山。浊浴水源自此山，流出后便向南流入蕃泽。浊浴水中有许多艳丽的贝类。山上有种兽，身形像野猫，但头为白色，名叫天狗，叫声像榴榴。这种野兽可用来抵抗凶险。

### 符惕山
阴山往西二百里有座符惕山。山上生长很多的棕树和楠树，山下有丰富的金矿和玉石。神江疑就住在此山上。山中经常下怪雨，是风云聚集的地方。

### 三危山
符惕山往西二百里有座三危山，此山为三青鳥的住所。这座山广约百里，山上有一种野兽，其形状如牛，白色身体有四只角，名叫𢕟𢓨，会吃人。还有一种鸟，有三个身体一个脑袋，其形状如同𪇱，名字叫鴟。

### 騩山
再向西一百九十里是騩山，山上有很多玉，没有石头。耆童神居住在这座山上，他发出的声音像敲击钟磬一样。山下有很多堆积在一起的蛇。

### 天山
騩山往西三百五十里有座山，名叫天山。天山上有很多金矿和玉石，还有很多青色的雄黄石。英水发源于这座山，出山后便向西南流去，汇入汤谷。天山上有一位神，远看身形似黄色皮囊，近看皮肤红如火，长有六只脚和四只翅膀，形状混沌没有眼睛。它精通歌舞，名为帝江。

### 泑山
天山再往西二百九十里有座泑山。神蓐收住在这山上。山上有很多嬰垣玉，南坡多有瑾、瑜玉，北坡多有青色的雄黄石。这座山上能看到日落。气象浑圆，是红光神的辖区。

### 翼望山
泑山往西约有百里水路，就可以抵达翼望山。这座山寸草不生，倒有金矿和玉石。翼望山上有一种兽，身形似野猫，长有一只眼睛和三条尾巴。这种兽名叫讙。它能模仿百物叫声，可用来抵御凶灾，吃其肉还可以治疗癉病。翼望山上还有一种鸟，形状似乌，但长有三只脑袋和六条尾巴，常常发出笑声。这种鸟名叫鵸鵌。吃其肉可以医治好梦魇，使人能睡安稳觉。这种鸟也可用来抵御风灾。

## 四經
纵观西山第四列山系，东南自阴山，西北至崦嵫山，绵延三千六百八十里。祭这些山神时，须用一只白鸡作为祭品祈祷，祭祀的精米用稻米，放置在用白菅编织成的席垫上。

### 陰山
西山经四的山脉最东南端为阴山，山坡上有很多构树，但无石头。阴山上生长的主要是茅草和青蕃。阴水发源于此，它向西流入洛河。

### 勞山
阴山向北五十里是勞山，山上多长有紫草。弱水发源于此，它向西流注于洛水。

### 罷父山
勞山向西五十里，有罷父山，洱水发源于此，它向西流注于洛水，其中多长有茈碧花。

### 申山
罷父山北一百七十里，为申山。申山的长着构树和柞树，山脚生长的要是杻树和橿树。申的坡蕴藏有矿和玉石。区水源于此山，往东流入黄河。

### 鳥山
申山往北二百里有为鳥山。山上多有桑树，山下多为楮树。山北坡蕴藏铁矿，山南坡有玉石。辱水便向东流入黄河。

### 上申山
鳥山往北一百二十里，为上申山。山上无草木多硌石，山下长有很多榛树、楛树。山林中野兽主要是白鹿。鸟类主要有當扈，其形状像野鸡，它能用两颊下的须髯飞翔，吃这种鸟肉后可以治目眩症。汤水从上申山流出后向东流入黄河。

### 诸次山
上申山往北一百八十里，有诸次山。诸次水源于这座山，后便向东流入黄河。山上长有很多树木，无草鸟兽出没，只是有为数众多的蛇。

### 號山
诸次山往北八十里，为號山。山上多有漆树、棕树，有草药白芷、芎藭，富含汵石。端水源自此处，后便向东流入黄河。

### 盂山
號山往北北二百二十里为盂山，山北侧富含铁矿，南侧富含铜矿，山上野兽多白狼、白虎，其鳥类多白雉、白翟。生水源自此处，后便向东流入黄河。

### 白于山
盂山往西二百五十里，为白于山。山顶主要有松柏，山下有栎树和檀树。山上动物主要有牛、羬羊，鸟类为鴞。洛水源于山南坡，向东流入渭河。夹水发源于山北坡，向东流入生水。

### 申首山
白于山往西北三百里，有座申首山。山上不生草木，无论冬夏季都飘着大雪。申水从山巅流下，之后潜入地下。山上有很多白玉。

### 泾谷山
申首山往西五十五里，有泾谷山。泾水从泾谷山流出，向东南流入渭河。山上有很多白金和白玉。

### 剛山
泾谷山又向西百二十里，有剛山，山上多有柒木，盛产㻬琈之玉。剛水从此流出，向北流入渭水。这里有许多神𩳁，形状是人面兽身，长有一只脚一只手，声音像人呻吟。

### 刚山尾端
再往西二百里，就到了刚山尾端。洛水发源于此，并向北流入黄河。山上有很多蠻蠻，其身形似鼠，长着像鳖一般的脑袋，叫声如狗吠。

### 英鞮山
刚山尾端再往西三百五十里，就到了英鞮山。山顶上生长漆树，山脚下有丰富的金矿和玉石。山中鸟兽均为白色。涴水从这座山流出，向北流入陵羊之澤。涴水中有许多冉遺魚，此鱼身似鱼，但头似蛇，且生有六只脚，眼睛的形状如同马耳朵。吃了它的人可以不患梦魇症，还可防止凶灾。

### 中曲山
英鞮山往西三百里有座山，名叫中曲山。山南坡有玉，山北坡有雄黄石、白玉及金矿。山上有一种野兽，身形似马，全身白色、尾巴黑色、长着独角，牙似虎牙、爪似虎爪、吼声如击鼓声。这种野兽称之为駮，以吃虎豹为生，可以抵御兵灾。这里还生有一种树木，形状似棠树，但树圆果红，果实大小恰似木瓜，称之为櫰木。人吃了后会增加力气。

### 邽山
中曲山向西二百六十里，是邽山。山上有一种兽，形状像牛，其毛像刺猬身上的刺，名叫窮奇。其叫声像狗嗥，会食人。濛水发源于此山，向南流入洋水。水中有很多黄贝和蠃鱼，长着鱼的身子、鸟的翅膀，叫声如鸳鸯。它的出现预示大水爆发。

### 鳥鼠同穴之山
邽山向西二百二十里，是鳥鼠同穴之山，其上多白虎、白玉。渭水发源于此，向東流入黄河。其中多鰠魚，形如鱣魚，其出现预示着战争爆发。濫水发源于山的西侧，向西流注于漢水，多𩶯魮之魚，其形状如覆銚，有鳥的头部和魚翼魚尾，声音如磬石，会生珠玉。现位于甘肃省渭源县西南的鸟鼠山，被视为古代“鳥鼠同穴之山”。宋朝《医说》称，汉朝医学家封衡也曾在此处修炼丹药，治疗病人。

### 崦嵫山
鳥鼠同穴之山向西南三百六十里，是崦嵫山，山上多产丹木，其树叶如楮树，果实红色大如瓜，内为黑色，吃了可以治疗瘅病、防御火灾。山南坡多产龟，北坡产玉。苕水发源于此，向西流入于大海，水中有很多砥礪。有一种神兽，有马身鸟翅、人面蛇尾，喜欢舉人，名叫孰湖。山中有一种鸟，形如鸮，但长有人面蜼身狗尾，为人面鸮；它的出现，预示着当地出现大旱。